# Hans Rehder-Knöspel
Hans Günter Paul Rehder-Knöspel (geb. 1. Februar 1905 in Nieder Ullersdorf, Landkreis Sorau (Lausitz), gest. nach 1961) war ein deutscher Jurist. Im deutschen „Protektorat Böhmen und Mähren“ war er Erster Staatsanwalt am Sondergericht Prag, danach Staatsanwalt in Heidelberg und Mannheim.

## Lebensweg
Rehder-Knöspel trat zum 1. Mai 1933 der NSDAP bei (Mitgliedsnummer 1.992.007).
Im Jahr 1939 wurde er Erster Staatsanwalt am deutschen Sondergericht in Prag, das zum deutschen Landgericht Prag gehörte. Er war dort an mindestens 59 Todesurteilen beteiligt. So war er beispielsweise der Ankläger in dem Verfahren gegen Marianne Golz-Goldlust (1895–1943), in dem diese zum Tode verurteilt wurde., ferner war er am 8. Februar 1944 an dem Todesurteil des Sondergerichts Prag gegen sieben Tschechen, darunter eine schwangere Frau, beteiligt, die einen sowjetischen Kriegsgefangenen unterstützt hatten (GZ: 8 K Ls 27/44-V-202), und am 23. August 1944 an dem Todesurteil gegen drei Tschechen, die ihr Bedauern über das Misslingen eines Attentates auf den Reichskanzler Adolf Hitler geäußert hatten (GZ: 4 K Ls 220/44-V1444/44 und 4 K Ls 221/44-V1445/44).
Im Jahre 1944 verurteilte das Sondergericht Prag auf Antrag des Anklägers Rehder-Knöspel zwei Ehepaare wegen der Beherbergung zweier polizeilich gesuchter „Volksfeinde“ zum Tode, obwohl das Sondergericht in diesem Fall auch eine Zuchthausstrafe hätte verhängen können.
Rehder-Knöspel sorgte dafür, dass das Sondergericht Prag im Gefängnis Prag-Pankratz eine eigene Hinrichtungsstätte mit Fallbeilmaschine (Guillotine) bekam, die am 1. April 1943 in Betrieb genommen werden konnte. Bis dahin waren die in Prag zum Tode Verurteilten zur Hinrichtung nach Dresden an den Münchener Platz gebracht worden, wo das Gebäude des Landgerichts auch als Gefängnis und im „Dritten Reich“ als Hinrichtungsstätte genutzt wurde.
Rehder-Knöspel amtierte nach 1945 als Staatsanwalt in Heidelberg und Mannheim. Am 16. März 1959 wurde ein Ermittlungsverfahren gegen ihn wegen seiner Tätigkeit am Sondergericht Prag eingeleitet. Der Karlsruher Generalstaatsanwalt Albert Woll, der seinerseits vor Mai 1945 am Sondergericht Mannheim tätig gewesen war, bewahrte nach 1945 viele NS-belastete Richter und Staatsanwälte seines Geschäftsbereichs vor strafrechtlicher Ahndung. Davon profitierte auch Rehder-Knöspel; das Verfahren gegen ihn wurde im Juni 1961 eingestellt.
Rehder-Knöspels weiterer Lebensweg ist nicht bekannt.